# Repertorio Arqueológico Nacional
El Repertorio Arqueológico Nacional (en rumano: Repertoriul Arheologic Național, RAN) de Rumanía fue establecido por el decreto gubernamental nº 43/2000 sobre la protección del patrimonio arqueológico y la declaración de yacimientos arqueológicos como áreas de interés nacional y por el decreto del ministerio de Cultura nº 2458 de 21 de octubre de 2004 sobre el Reglamento del Repertorio Arqueológico Nacional.
El Repertorio Arqueológico Nacional, administrado por el Ministerio de Cultura a través del Instituto Nacional de Patrimonio, incluye datos científicos, cartográficos, topográficos, imágenes y planos, así como cualquier otra información relativa a:
- Áreas con potencial arqueológico conocido e investigado, áreas con potencial arqueológico conocido e inexplorado, así como áreas cuyo potencial arqueológico se conozca por casualidad o como resultado de investigaciones arqueológicas preventivas o de rescate.
- Monumentos, conjuntos y sitios históricos donde se han realizado o se están llevando a cabo investigaciones arqueológicas.
- La información científica sobre los bienes muebles descubiertos en las zonas o en los monumentos históricos previstos en los dos puntos anteriores.
- Yacimientos arqueológicos destruidos o desaparecidos.

Cada yacimiento arqueológico registrado en el Repertorio Arqueológico Nacional está asociado con un código RAN.
El Repertorio Arqueológico Nacional es una forma de gestión científica que permite un inventario general y la visualización geográfica y cartográfica de la información recopilada con el fin de gestionar, proteger y valorizar el patrimonio arqueológico. Tiene como finalidad localizar y valorar con la mayor precisión posible el patrimonio arqueológico conocido, valorar las zonas donde el patrimonio está amenazado por factores de riesgo y localizar nuevos yacimientos arqueológicos.
Como resultado de la protección especial de los sitios arqueológicos inscritos en el Repertorio Arqueológico Nacional, los propietarios o arrendatarios, personas naturales o jurídicas de derecho privado, tienen derecho a recibir indemnizaciones por las rentas agrícolas no realizadas de las tierras objeto de la excavaciones arqueológicas durante el período en que se realicen, en las cantidades y en las condiciones que establezca el baremo aprobado por decisión del Gobierno. 

## Lista de yacimientos arqueológicos en el RAN
- Lista de yacimientos arqueológicos del distrito de Alba
- Lista de yacimientos arqueológicos del distrito de Arad
- Lista de yacimientos arqueológicos del distrito de Argeș
- Lista de yacimientos arqueológicos del distrito de Bacău
- Lista de yacimientos arqueológicos del distrito de Bihor
- Lista de yacimientos arqueológicos del distrito de Bistrița-Năsăud
- Lista de yacimientos arqueológicos del distrito de Botoșani
- Lista de yacimientos arqueológicos del distrito de Brașov
- Lista de yacimientos arqueológicos del distrito de Brăila
- Lista de yacimientos arqueológicos del distrito de Buzău
- Lista de yacimientos arqueológicos del distrito de Caraș-Severin
- Lista de yacimientos arqueológicos del distrito de Călărași
- Lista de yacimientos arqueológicos del distrito de Cluj
- Lista de yacimientos arqueológicos del distrito de Constanța
- Lista de yacimientos arqueológicos del distrito de Covasna
- Lista de yacimientos arqueológicos del distrito de Dâmbovița
- Lista de yacimientos arqueológicos del distrito de Dolj
- Lista de yacimientos arqueológicos del distrito de Galați
- Lista de yacimientos arqueológicos del distrito de Giurgiu
- Lista de yacimientos arqueológicos del distrito de Gorj
- Lista de yacimientos arqueológicos del distrito de Harghita
- Lista de yacimientos arqueológicos del distrito de Hunedoara
- Lista de yacimientos arqueológicos del distrito de Ialomița
- Lista de yacimientos arqueológicos del distrito de Iași
- Lista de yacimientos arqueológicos del distrito de Ilfov
- Lista de yacimientos arqueológicos del distrito de Maramureș
- Lista de yacimientos arqueológicos del distrito de Mehedinți
- Lista de yacimientos arqueológicos del distrito de Mureș
- Lista de yacimientos arqueológicos del distrito de Neamț
- Lista de yacimientos arqueológicos del distrito de Olt
- Lista de yacimientos arqueológicos del distrito de Prahova
- Lista de yacimientos arqueológicos del distrito de Satu Mare
- Lista de yacimientos arqueológicos del distrito de Sălaj
- Lista de yacimientos arqueológicos del distrito de Sibiu
- Lista de yacimientos arqueológicos del distrito de Suceava
- Lista de yacimientos arqueológicos del distrito de Teleorman
- Lista de yacimientos arqueológicos del distrito de Timiș
- Lista de yacimientos arqueológicos del distrito de Tulcea
- Lista de yacimientos arqueológicos del distrito de Vaslui
- Lista de yacimientos arqueológicos del distrito de Vâlcea
- Lista de yacimientos arqueológicos del distrito de Vrancea